# Pedro Antonio Fernández de Castro
 (janvier 2022).
La mise en forme du texte ne suit pas les recommandations de Wikipédia : il faut le « wikifier ».
Les points d'amélioration suivants sont les cas les plus fréquents. Le détail des points à revoir est peut-être précisé sur la page de discussion.
- Les titres sont pré-formatés par le logiciel. Ils ne sont ni en capitales, ni en gras.
- Le texte ne doit pas être écrit en capitales (les noms de famille non plus), ni en gras, ni en italique, ni en « petit »…
- Le gras n'est utilisé que pour surligner le titre de l'article dans l'introduction, une seule fois.
- L'italique est rarement utilisé : mots en langue étrangère, titres d'œuvres, noms de bateaux, etc.
- Les citations ne sont pas en italique mais en corps de texte normal. Elles sont entourées par des guillemets français : « et ».
- Les listes à puces sont à éviter, des paragraphes rédigés étant largement préférés. Les tableaux sont à réserver à la présentation de données structurées (résultats, etc.).
- Les appels de note de bas de page (petits chiffres en exposant, introduits par l'outil «  Source ») sont à placer entre la fin de phrase et le point final[comme ça].
- Les liens internes (vers d'autres articles de Wikipédia) sont à choisir avec parcimonie. Créez des liens vers des articles approfondissant le sujet. Les termes génériques sans rapport avec le sujet sont à éviter, ainsi que les répétitions de liens vers un même terme.
- Les liens externes sont à placer uniquement dans une section « Liens externes », à la fin de l'article. Ces liens sont à choisir avec parcimonie suivant les règles définies. Si un lien sert de source à l'article, son insertion dans le texte est à faire par les notes de bas de page.
- La présentation des références doit suivre les conventions bibliographiques. Il est recommandé d'utiliser les modèles {{Ouvrage}}, {{Chapitre}}, {{Article}}, {{Lien web}} et/ou {{Bibliographie}}. Le mode d'édition visuel peut mettre en forme automatiquement les références.
- Insérer une infobox (cadre d'informations à droite) n'est pas obligatoire pour parachever la mise en page.

Pour une aide détaillée, merci de consulter Aide:Wikification.
Si vous pensez que ces points ont été résolus, vous pouvez retirer ce bandeau et améliorer la mise en forme d'un autre article.
 (mars 2022).
Si vous disposez d'ouvrages ou d'articles de référence ou si vous connaissez des sites web de qualité traitant du thème abordé ici, merci de compléter l'article en donnant les références utiles à sa vérifiabilité et en les liant à la section « Notes et références ».
 (mars 2022).
Pedro Antonio Fernández de Castro Andrade et Portugal, (Madrid, 1632 - † Lima, 1672), Xe comte de Lemos, VIIe Marquis de Sarria, VIIIe comte d'Andrade, IXe comte de Villalba, IIIe duc de Taurisano et XIXe vice-roi du Pérou de 1667 à 1672. Administrateur et politique espagnol né à Madrid en 1632, il est éduqué à l'art de la guerre et est l'un des favoris de la cour d'Espagne lorsque le roi Charles II de Habsbourg le nomme vice-roi du Pérou en 1666.
À son arrivée à Lima le 9 novembre 1667 au port de Callao, il prend possession de sa charge de vice-roi du Pérou dès le 21 novembre.
Il est célèbre à cette période pour sa droiture et son intransigeance et se soucie de l'orthodoxie des pratiques religieuses. Il encouragea la construction d'infrastructures à Lima et fonda plusieurs institutions publiques dont un hôpital pour les Indiens convalescents ainsi qu'un hospice pour certaines femmes repenties : la Casa de las Amparadas (la Maison des Protégées).

## Agitation à Puno
Un millier de mineurs de Puno, de Potosi et du Nord du Chili se sont rebellés contre le vice-roi Pedro de Castro qui était arrivé dans la ville en visite, guidés par don Felipe Corrales, seigneur des propriétés proches de la ville et propriétaire des principales mines de la région de Puno. Le comte de Lemos régla la situation en exécutant les leaders de la révolte.

## À Lima
Au début des années 1670, la nouvelle parvenant à Lima que le célèbre corsaire anglais Henry Morgan, qui avait pris Chagres, avait aussi capturé et mis à sac la ville de Panama, incita le vice-roi Pedro Fernández de Castro à envoyer une expédition de 18 navires et près de 3 000 soldats, mais leur arrivée à Panama était trop tardive car Morgan avait déjà abandonné la ville.

## Sa foi catholique
Pedro Fernández de Castro était un catholique très dévoué et proche des jésuites, dont l'un était son père confesseur, le vénérable Francisco del Castillo. Ce dernier a aidé non seulement économiquement mais a même travaillé pendant la construction de l'église des Sans-abris. Il a aussi collaboré à la fondation de la Maison des Protégées, pour les prostituées repenties notamment.
Le vice-roi et son épouse, la comtesse Ana Francisca de Borgia y Doria (es), ont également été des parrains importants de la canonisation de Sainte Rose de Lima, tant à la Cour d'Espagne que par l'intermédiaire du Saint-Siège. Le 12 février 1668, Rose fut béatifiée, avec une célébration officielle qui eut lieu le 15 avril de la même année dans la basilique Saint-Pierre, et la communication officielle arriva à Lima le 18 janvier 1669. Le comte et la comtesse ont reçu, le 15 juin 1670, dans le port de Callao, la sculpture de la Bienheureuse et future Sainte Rose de Lima envoyée de la Cité du Vatican par le sculpteur Melchor Caffa. À l'occasion de sa béatification, son cercueil en bois a été remplacé par un cercueil en argent, payé par la comtesse. Le 11 août 1670, à la demande de la régente espagnole Marie-Anne d'Autriche, Rose de Lima a été nommée sainte patronne des possessions espagnoles en Amérique et aux Philippines. Elle a été finalement canonisée le 12 avril 1671 par le pape Clément X. Rose a été la première femme née en Amérique à être consacrée comme une sainte catholique.
Pendant son gouvernement, un événement prodigieux se produisit lorsqu'il tenta d'effacer l'image du Seigneur des Miracles, pour lequel il ordonna la construction d'un ermitage, et il chargea également Manuel de Escobar et Fray Diego Maroto de renforcer les bases de la peinture murale et de l'élever à une plus grande hauteur. Le 14 septembre 1671, la première messe est célébrée devant les hautes autorités ecclésiastiques et civiles, une date qui coïncide avec le jour de l'Exaltation de la Croix. Le culte commence à se répandre et de nombreux fidèles arrivent de différents endroits, commençant à appeler le crucifié Santo Cristo de los Milagros, ou Santo Cristo de las Maravillas (Saint-Christ des Miracles, ou des Merveilles).

## Mariage et descendance
Le 20 juillet 1664, le comte de Lemos épouse Ana Francisca de Borja et Doria (es).
Ensemble, ils ont :
- María Alberta Fernández de Castro Portugal y Borja (1665-1706), mariée avec Manuel López de Zúñiga et Sarmiento de Silva (es), Xe duc de Béjar, marquis de Gibraleón, XIIIe comte de Belalcázar.
- Gines Miguel Francisco Fernández Ruiz de Castro Portugal y Borja, XIe comte de Lemos, né le 16 octobre 1666, marié en premières noces avec Catalina Lorenza de Mendoza y Silva Haro y Aragon, puis en deuxièmes noces avec María Ana de la Piedad Osorio y Guzmán et en troisièmes noces avec María Josefa de Zúñiga Sotomayor y Castro.
- Salvador Francisco Fernández Ruiz de Castro Portugal y Borja (1668-1694), marié avec Francisca de Paula Centurión de Cordoba Mendoza y Carrillo de Albornoz, IVe marquise de Armunia.
- Rose Francisca Fernández de Castro Portugal y Borja 1669-
- Lucrecia Fernández de Castro Portugal y Borja 1670-
- Francisco Ignacio Fernández de Castro Portugal y Borja 1672-1692.

## Mort
Il est mort à Lima le 6 décembre 1672. Son corps a été enterré dans l'église de Nuestra Señora de Desamparados (es) et son cœur a été placé aux pieds de l'image de Nuestra Señora de los Desamparados, dans l'église qu'il a contribué à construire. Lorsque l'ancienne église de Nuestra Señora de los Desamparados, derrière le palais du gouvernement, a été démolie en 1938, le cœur du comte de Lemos a été transporté dans l'église Saint-Pierre et placé dans une niche entre les autels de saint François Borgia et de saint Louis de Gonzague. Le reste de son corps a été transporté dans sa ville natale.